# Procópio Gomes de Oliveira

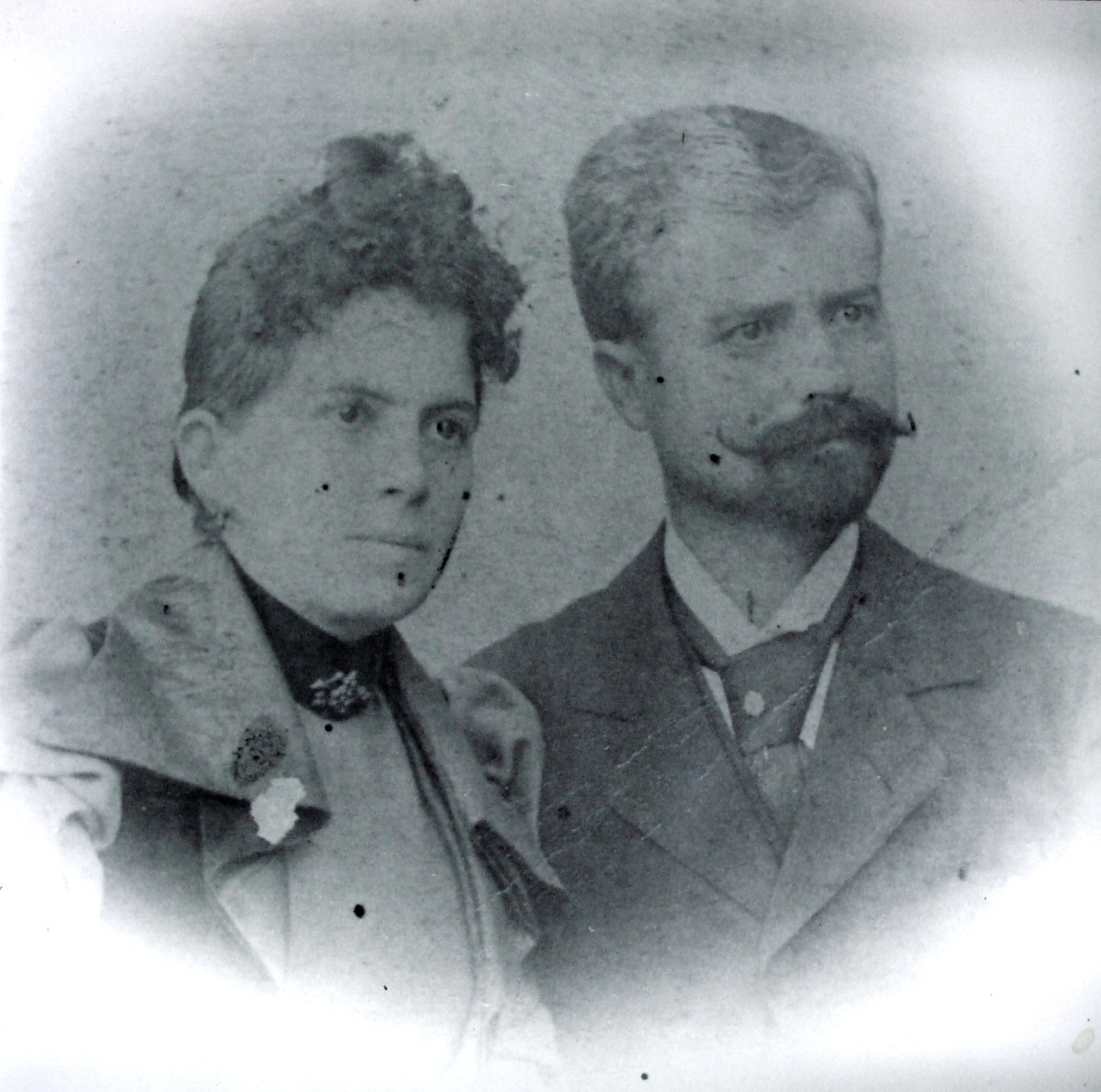
O jovem casal Procópio Gomes de Oliveira e sua esposa Maria Balbina Gomes de Oliveira, na segunda metade do século XIX. Acervo do Arquivo Histórico de Joinville.

Procópio Gomes de Oliveira (Araquari, 8 de julho de 1859 — Joinville, 29 de outubro de 1934) foi um militar e político brasileiro.
Foi superintendente municipal de Joinville, cargo atualmente correspondente a prefeito municipal, de 1903 a 1907, e de 1911 a 1914. Durante sua gestão foram construídos o primeiro prédio do mercado municipal, o cemitério municipal e o Hospital de Caridade (hoje Hospital São José).
Foi deputado à Assembleia Legislativa de Santa Catarina na 8ª legislatura (1913 — 1915) e na 9ª legislatura (1916 — 1918).
Foi coronel da Guarda Nacional.